# Sant'Agata di Puglia
Sant'Agata di Puglia est une commune italienne de la province de Foggia dans la région des Pouilles.

## Administration
| Période          | Période       | Identité             | Étiquette                | Qualité |
| ---------------- | ------------- | -------------------- | ------------------------ | ------- |
| 19 novembre 1984 | 21 mai 1990   | Lino Mele            | Parti communiste italien | Maire   |
| 21 mai 1990      | 24 avril 1995 | Lino Mele            | Parti communiste italien | Maire   |
| 24 avril 1995    | 14 juin 1999  | Lino Mele            | Lista civica             | Maire   |
| 14 juin 1999     | 14 juin 2004  | Vito Nicol Cristiano | Lista civica             | Maire   |
| 14 juin 2004     | 8 juin 2009   | Vito Nicol Cristiano | centro                   | Maire   |
| 8 juin 2009      | 26 mai 2014   | Lorenzo Russo        | Lista civica             | Maire   |
| 26 mai 2014      | en cours      | Luigi Russo          |                          | Maire   |

### Communes limitrophes
Accadia, Anzano di Puglia, Candela, Deliceto, Lacedonia, Monteleone di Puglia, Rocchetta Sant'Antonio, Scampitella.

## Personnalité liée à la communauté
- Toni Santagata (1935-2021), chanteur italien.